# Vatica bella
Vatica bella är en tvåhjärtbladig växtart som beskrevs av V. Slooten. Vatica bella ingår i släktet Vatica och familjen Dipterocarpaceae. Inga underarter finns listade i Catalogue of Life.